# Кокуй (Талицкий муниципальный округ)
Кокуй — деревня в Талицком городском округе Свердловской области России.

## Географическое положение

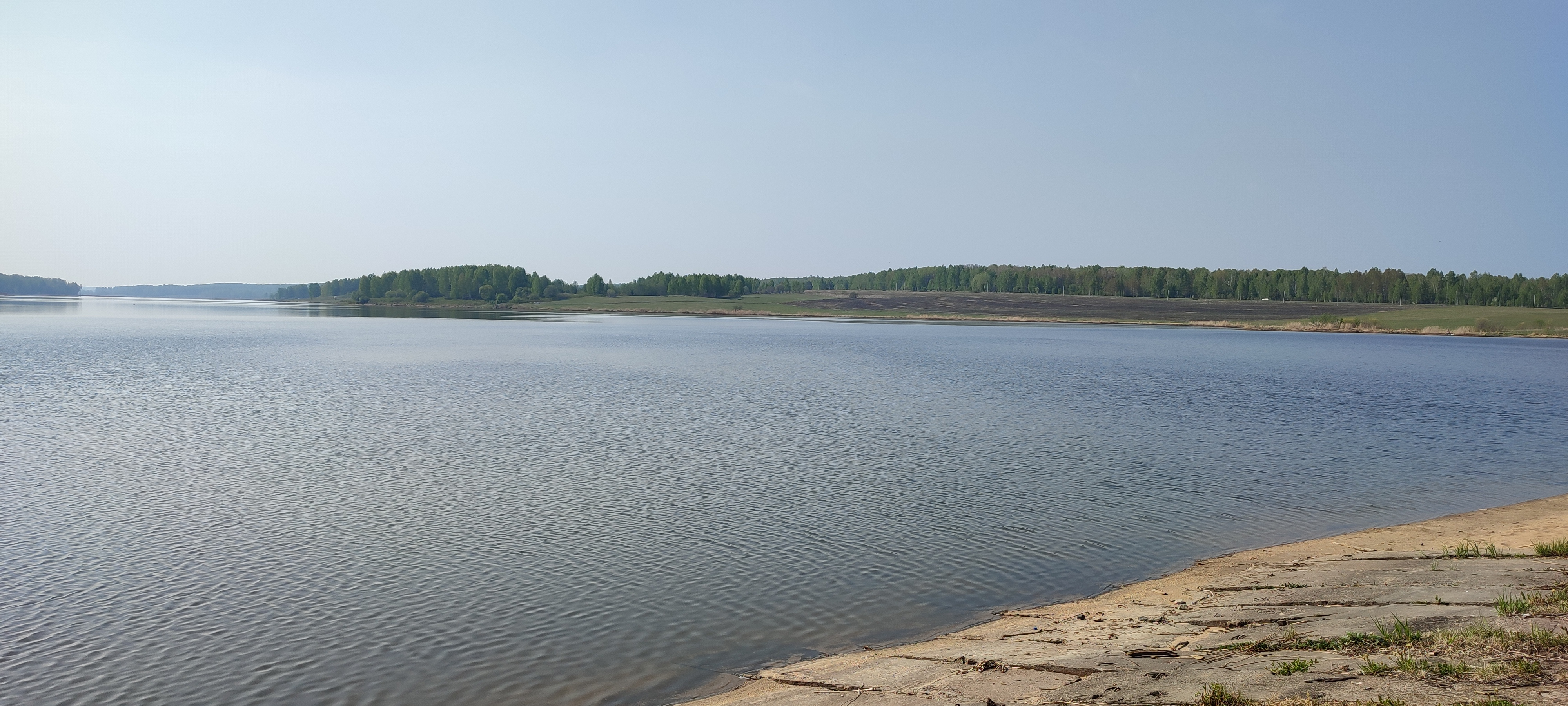

Кокуй находится в 40 километрах (по дорогам в 49 километрах) к северо-западу от города Талицы, на левом берегу реки Юрмыч — левого притока реки Пышмы, в устье реки Чёрной. В деревне имеется пруд.

## Население
| 2002 | 2010 | 2021 |
| ---- | ---- | ---- |
| 164  | ↘137 | ↘95  |